# Henri Poincaré
Jules Henri Poincaré (Nancy, 29. travnja 1854. – Pariz, 17. srpnja 1912.), francuski matematičar i teorijski fizičar.
Predavao je matematičku fiziku i račun vjerojatnosti na Faculté des sciences u Parizu, te višu analizu na École polytechnique. Njegov znanstveni rad obuhvaća matematiku, astronomiju i fiziku. Razvio je teoriju automorfnih funkcija i istraživao diferencijalne jednadžbe, a posebno su važni njegovi radovi na području topologije i njegova interpretacija geometrije Lobačevskoga. U matematičkoj fizici proučavao je teoriju titranja trodimenzionalnoga kontinuuma, a bavio se i problemima toplinske vodljivosti te teorijom elektromagnetskih titraja. U svom djelu "O dinamici elektrona" anticipirao je specijalnu teoriju relativnosti. Od njegovih astronomskih radova posebno je važna rasprava o problemu triju tijela. Dao je i nekoliko djela filozofskog karatera, a objavio je oko 500 znanstvneih radova. Poincare je bio jedan od najvećih matematičara svojega doba i zadnji koji je vladao svim matematičkim oblastima.

## Djela
- "Znanost i hipoteza",
- "Vrijednost znanosti",
- "O teoriji Fuchsovih funkcija",
- "Predavanja o nebeskoj mehanici",
- "Kurs matematičke fizike".